# Hertugdømmet Normandiet
Det er ”mændene fra Nord”, som har givet Hertugdømmet Normandiet dets navn og historie. Vikingerne slog sig ned fra det 9. århundrede i op til flere omgange, hvor de invaderede landet. I 841 sejlede vikingerne op ad Seinen og spredte gru og ulykke. De ødelagde klostrene Jumièges og Saint-Wandrille, plyndrede Rouen, hvorefter de slog sig ned højere oppe ad floden. I 876 slog vikingehøvdingen Rollo sig ned i området og etablerede sig i Rouen, der blev base for hans krigeriske ekspeditioner. Dudo, en kannik fra St. Quentin i Norvestfrankring, oplyser i sin krønike, at Rollo kom fra "Dacia", det vil sige Danmark, ligesom vikingerne betegnes "dacer" og "dani".
Katedralen i Coutances blev ødelagt i år 900. Frankernes konge, Karl den Enfoldige, formåede ikke at slå Rollo tilbage og underskrev derfor Saint-Clair-sur-Epte-traktaten i 911, hvorved Rollo fik herredømmet over egnene omkring Rouen, Evreux og Lisieux og senere over Bayeux, Sées, Coutances og Avranches. Normandiet, landet med mændene fra nord, blev en realitet. Rollo og hærens andre høvdinge delte landet mellem sig som ligestillede fæller, men med tiden fik Rollo mere og mere forrangen i anseelse og magt. Han og hans efterkommere sad da som næsten uafhængige hertuger i Normandiet (se neden for), frankerkongen var deres lensherre, men ejede i virkeligheden ingen videre myndighed over dem. Vikingernes indflydelse voksede og ses især tydeligt inden for efternavne, landsbynavne samt flere forskellige ord i dagligsproget. Straks ved freden 912 havde de taget dåben. Det varede heller ikke længe, før de tilegnede sig frankernes sprog, og med tiden glemte de deres eget. Længst holdt det danske sprog sig i Bayeux. I normanniske person- og stednavne kan de nordiske spor følges helt ned til nutiden.
Rollo var normannisk hertug fra 911 til omkring 932. Han efterfulgtes af sin søn og medregent Vilhelm Langsværd (927-942), der imidlertid blev myrdet efter ti år som enehersker. Næste hertug var sønnen Richard I (942-996), derefter fulgte dennes søn Richard II (996-1026), så Richard III (1026-27) og Robert (1027-1035) – begge sønner af Richard II – samt endelig Vilhelm Erobreren (1035-1087).
Idet normannerne gik op i det franske folk, tilførte de dette frisk og djærv foretagsomhed, både i handel, i statslivet og i digtningen. Den gamle vikingeånd uddøde ikke med modersmålet. Ved år 1020-30 gik en skare normanniske riddere til Syditalien, tog del i de evindelige kampe der mellem kristne og saracener, satte sig fast i landet og vandt sig et stort rige.
Hertugdømmet i Normandiet fik afgørende betydning for udviklingen i England: den engelske kong Ethelred, som Sven Tveskæg havde ført krig mod, indgik ægteskab med Richard I.s datter Emma (søster til Richard II), med hvem han fik 2 sønner, Alfred og Edvard. Den engelske kongefamilie måtte flygte til Normandiet under indtryk af Sven Tveskægs og sønnen Knud den Stores angreb. Her døde Ethelred 1016, og Emma blev kort efter gift med Knud. Da Knud den Store døde 1035, vendte de to sønner tilbage til England, og da Knud den Stores egne sønner begge døde ret hurtigt (sidst Hardeknud i 1042), blev Edvard (med tilnavnet Bekenderen) engelsk konge og begunstigede i sin regeringstid normanniske venner med jordegods og fremtrædende stillinger. Da Edvard døde barnløs i 1066, hævdede Vilhelm, at han var blevet lovet den engelske krone. Da englænderne valgte en landsmand, Harold Godvinson, til konge, sejlede Vilhelm Erobreren med sine mænd til England i 1066, sejrede i slaget ved Hastings, indtog hele dette rige og grundlagde her tidens bedst organiserede stat.